# Turrilatirus sanguifluus
Turrilatirus sanguifluus là một loài ốc biển, là động vật thân mềm chân bụng sống ở biển thuộc họ Fasciolariidae.